# 울 엄마는 수퍼우먼
《울 엄마는 수퍼우먼》은 2004년 6월 18일에 MBC에서 방영한 베스트극장이다.

## 등장 인물

### 주요 인물
- 김성령 : 우정 역
- 김영찬 : 준 역
- 박동빈 : 석진 역

### 그 외 인물
- 변희봉 : 학과장 역
- 박종설 : 경비아저씨 역
- 김소이 : 수경 역
- 최세환
- 정미애
- 남지현 : 아진 역
- 조영관 : 상협 역